# Писаренко Геннадій Анатолійович
Генна́дій Анато́лійович Писаре́нко (1968—2021) — молодший сержант Збройних сил України, учасник російсько-української війни.

## З життєпису
Народився 1968 року в місті Дніпропетровськ. Учасник бойових дій у Демократичній Республіці Афганістан. Створив родину, проживав у рідному місті. Був обозним у Новокодацькій сотні Кодацької паланки Війська Запорозького Низового.
Брав участь у формуванні батальйону «Січеслав» та полку «Дніпро-1». У часі війни — молодший сержант, водій 2-го пошукового відділення групи транспортування та пошуку тіл загиблих військовослужбовців Центру забезпечення заходів цивільно-військового співробітництва ЗС України, гуманітарного проєкту ЗС України «Евакуація 200» (який займається перевезенням загиблих військовослужбовців з району проведення операції Об'єднаних сил) — почав співпрацю ще у 2016 році, коли виконував свої обов'язки на добровільних засадах. Вже з 2018 року підписав контракт із ЗСУ та продовжив роботу з пошуковою групою у званні молодшого сержанта.
Помер близько 21:10 9 листопада 2021 року, на АЗС «WOG» у місті Пирятині під час транспортування тіла загиблого військовослужбовця 24-ї ОМБр головного сержанта Віталія Павлиська з району проведення ООС до місця поховання у Львівську область. За смертю стала гостра серцева недостатність. Вийшовши з машини, Геннадій знепритомнів і помер на місці.
9 листопада 2021 року похований на Краснопільському кладовищі в м. Дніпрі, військовий сектор.
Без Геннадія лишились дружина та син.

## Нагороди
- Указом Президента України № 25/2022 від 21 січня 2022 року «за особисту мужність і самовіддані дії, виявлені у захисті державного суверенітету та територіальної цілісності України» — нагороджений орденом «За мужність» III ступеня (посмертно)[1].